# William Raymond Manchester
William Raymond Manchester (* 1. April 1922 in Attleboro, Massachusetts; † 1. Juni 2004 in Middletown, Connecticut) war ein US-amerikanischer Historiker und Schriftsteller. Bekanntheit erlangte Manchester – dessen insgesamt achtzehn Bücher in zwanzig Sprachen übersetzt wurden – vor allem aufgrund seiner historischen Werke über den Pazifikkrieg im Zweiten Weltkrieg sowie aufgrund seiner zum Standardwerk avancierten Biografie The Last Lion über den britischen Staatsmann Sir Winston Churchill.

## Leben
Nach dem Angriff auf die US-amerikanische Pazifikflotte in Pearl Harbor im Dezember 1941 meldete Manchester sich – wie schon sein Vater im Ersten Weltkrieg – zum U.S. Marines Corps. In den folgenden Jahren nahm er im Pazifikraum aktiv am Kriegsgeschehen teil. So diente er unter anderen auf Guadalcanal und wurde in der Schlacht um Okinawa von einer explodierenden Rakete schwer verwundet.
Nach dem Krieg arbeitete Manchester zunächst als Kopist für die Tageszeitung Daily Oklahoman, bevor er sein Collegestudium wieder aufnahm, das er 1946 mit einem Bachelor-Abschluss an der University of Massachusetts und einem Master-Abschluss der University of Missouri zu Ende brachte.
1947 begann Manchester für die Tageszeitung The Baltimore Sun zu arbeiten, wo er den sich selbst als "konservativen Anarchisten" charakterisierenden Pressemann Henry L. Mencken kennenlernte, über den er seine Masterarbeit schrieb und der außerdem der Protagonist seines ersten Buches, Disturber of the Peace wurde, das 1951 erschien. 1955 gab Manchester seine journalistische Karriere auf, um als Editor für die Wesleyan University zu arbeiten, wo er für den Rest seines Berufslebens als Geschichtsprofessor und freischaffender Schriftsteller arbeitete.
Mit dem dokumentarischen Bericht The Death of a President von 1967 schrieb Manchester einen Bestseller. Dieser zeichnet in detaillierter Weise die Vorgeschichte der Ermordung des US-Präsidenten John F. Kennedy – mit dem Manchester seit den 1940er Jahren persönlich befreundet war – im November 1963 nach, indem er die Bewegungen von Kennedy und dessen prospektiven Mörder Lee Harvey Oswald – beginnend in den letzten Monaten vor dem Attentat und endend mit dessen Durchführung – rekonstruiert, um sich schließlich zugunsten der sogenannten „Einzeltäterthese“ auszusprechen, die besagt, dass Oswald nicht als Teil einer Verschwörung, sondern auf sich alleine gestellt gehandelt habe. Aufgrund von Manchesters Haltung gegenüber der Regierung von Lyndon B. Johnson zog Robert F. Kennedy, der das Projekt zunächst unterstützt hatte, seine Unterstützung für das Buch zurück, während Jacqueline Kennedy, die Witwe des ermordeten Präsidenten, die Veröffentlichung des Werkes – das sie zunächst autorisiert hatte – durch eine gerichtliche Klage zu verhindern suchte. Die Klage wurde 1967 beigelegt, Berichten zufolge, nachdem Manchester sich einverstanden erklärt hatte, nicht näher bestimmte Passagen über das Privatleben der Familie Kennedy aus seinem Manuskript herauszunehmen. In dem Aufsatz Controversy von 1977 schilderte Manchester die Versuche der Kennedys das Buch zu unterdrücken.
Über seine Erlebnisse im Pazifikkrieg verfasste Manchester den Bericht Pacific Theater, Goodbye, Darkness: A Memoir of the Pacific War. Mit denselben Ereignissen befasste Manchester sich außerdem in umfangreicher Weise in seinem Werk American Caesar einer Biografie des US-amerikanischen Generals Douglas MacArthur, an der er als überzeugter Gegner MacArthurs begonnen hatte, um schließlich im Zuge seiner intensiven Auseinandersetzung mit der Persönlichkeit des ehrgeizigen Generals seine Meinung vollkommen zu revidieren und das Werk als dessen begeisterter Verehrer zu beenden. 
Im deutschen Sprachraum wurde vor allem Manchesters Buch The Arms of Krupp, einer die Geschichte der berühmten Rüstungsfabrikanten-Dynastie aus dem Ruhrgebiet über mehrere Generationen verfolgenden Dynastie, besondere Aufmerksamkeit zuteil. Darin ging es unter anderem um das Einsetzen von Zwangsarbeitern während des Zweiten Weltkriegs.
In den 1980er Jahren wagte sich Manchester an sein ehrgeizigstes Projekt: Eine monumentale Biografie des britischen Staatsmannes Sir Winston Churchill, die auf drei Bände angelegt war. Nachdem er zwei Bände, die Churchills Leben in den Jahren 1874 bis 1932 bzw. 1932 bis 1940 nachzeichnen, bereits zur überschwänglichen Begeisterung der Kritiker fertiggestellt hatte, beendete er die Arbeit am dritten und letzten Band des Werkes 1998, nach dem Tod seiner Ehefrau und zwei Schlaganfällen, vorzeitig. Dieser dritte Band (The Last Lion: Defender of the Realm) wurde von dem Journalisten Paul Reid zu Ende gebracht und im Jahre 2012 veröffentlicht.

## Werke
- Disturber of the Peace. The Life of H.L. Mencken (1951)
- The City of Anger, a novel. (1953)
  - Deutsche Übersetzung: Stadt des Zorns, Kindler 1969
- Shadow of the Monsoon (1956)
- A Rockefeller Family Portrait, from John D. to Nelson (1959)
- The Long Gainer, a novel (1961)
- Portrait of a President, John F. Kennedy in profile (1964)
- The Death of a President: November 20-November 25 (1967) 
  - Deutsche Übersetzung: Der Tod des Präsidenten, S. Fischer 1967
- The Arms of Krupp: The Rise and Fall of the Industrial Dynasty that Armed Germany at War (1968) 
  - Deutsche Übersetzung: Krupp, Kindler 1969, Heyne TB 1978
- The Glory and the Dream: A Narrative History of America, 1932–1972 (1974)
- Controversy and other essays in journalism (1976)
- American Caesar: Douglas MacArthur 1880–1964 (1978)
- On Mencken, essays (1980)
- Goodbye, Darkness: A Memoir of the Pacific War (1980)
- One Brief Shining Moment: Remembering Kennedy (1983)
- The Last Lion: Winston Spencer Churchill: Visions of Glory, 1874–1932 (1983)
- "Okinawa:The Bloodiest...", an essay. (1987)
- The Last Lion: Winston Spencer Churchill, Alone 1932–1940 (1988) 
  - Deutsche Übersetzung: Winston Churchill, 2 Bände, Bertelsmann 1989, 1990
- In Our Time: The World As Seen by Magnum Photographers (1989)
- A World Lit Only by Fire: The Medieval Mind and the Renaissance — Portrait of an Age (1992)
- Magellan (1994)
- No End Save Victory (2001)
- The Last Lion: Defender of the Realm (mit Paul Reid) (2012)